# Campbell County (South Dakota)
Campbell County ist ein County im Norden des US-Bundesstaates South Dakota, Vereinigte Staaten. Das U.S. Census Bureau hat bei der Volkszählung 2020 eine Einwohnerzahl von 1377 ermittelt. Der Verwaltungssitz (County Seat) ist Mound City.

## Geographie
Das County hat eine Fläche von 1998 Quadratkilometern; davon sind 92 Quadratkilometer (4,61 Prozent) Wasserflächen.

## Geschichte
Das County wurde am 8. Januar 1873 gebildet und die Verwaltung am 17. April 1884 abschließend organisiert. Benannt wurde es nach Norman B. Campbell, einem Abgeordneten in der gesetzgebenden Versammlung des Dakota-Territoriums.
Ein Ort im County hat den Status einer National Historic Landmark, die Vanderbilt Archeological Site. Drei Bauwerke und Stätten des Countys sind insgesamt im National Register of Historic Places (NRHP) eingetragen (Stand 30. Juli 2018).

## Städte und Gemeinden
Städte (cities)
- Herreid

Gemeinden (Towns)
- Artas
- Mound City
- Pollock